# Louis Aliot
Louis Aliot (* 4. září 1969 Toulouse) je francouzský politik.
Od roku 1990 je členem Národní fronty (FN), která se stala Národní rally (RN), kde zde vykonává různé vedoucí funkce (generální tajemník od roku 2005 do roku 2010, místopředseda od roku 2011 do roku 2018, člen národní kanceláře od roku 2018).
Od roku 1998 do roku 2010 byl regionálním poradcem pro Midi-Pyrénées, poté od roku 2010 do roku 2015 pro Languedoc-Roussillon. V roce 2014 byl zvolen evropským zástupcem a radním Perpignanu, poté v roce 2017 zástupcem druhého okresu Pyrénées-Orientales.